# Urachus

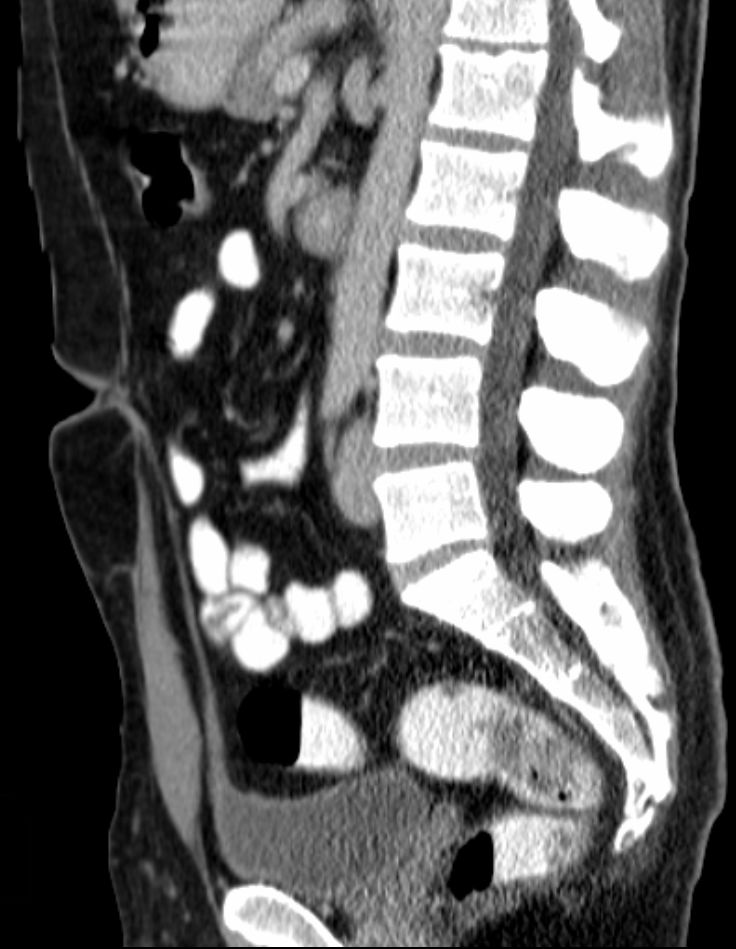
Computertomographie (sagittale Rekonstruktion) mit Darstellung eines Urachusrestes als Zufallsbefund bei einem 44-jährigen Mann. Der Strang zieht vorne oben von der Blase in der Mittellinie zum Nabel.

Der Urachus oder Urharngang ist eine langgestreckte Struktur im Embryo, welche sich vom Scheitel der späteren Harnblase bis in die Nabelschnur hinein erstreckt. Sie enthält einen Hohlraum (Lumen).
Der Urachus liegt außerhalb des Peritoneums in der Bauchwand und kann quasi als Rest des Allantoisgangs bezeichnet werden, welcher dadurch entsteht, dass im weiteren Entwicklungsverlauf des Embryos auch embryonale Gefäße in die Nabelschnur einsprossen.
In der Regel noch vor Ende der Fetalzeit verschließt sich der Urachus zum Ligamentum umbilicale medianum („Urachusstrang“), in der Tiermedizin als „Urachusnabel“ oder „Urachusnarbe“ bezeichnet. Beim ausgewachsenen Menschen befindet sich der obliterierte Urachus in der Plica umbilicalis mediana.
Unterbleibt die Rückbildung entsteht eine Urachusfistel, bei teilweiser Rückbildung ein Urachusdivertikel oder eine Urachuszyste.